# Karl Arnold (Gewichtheber)

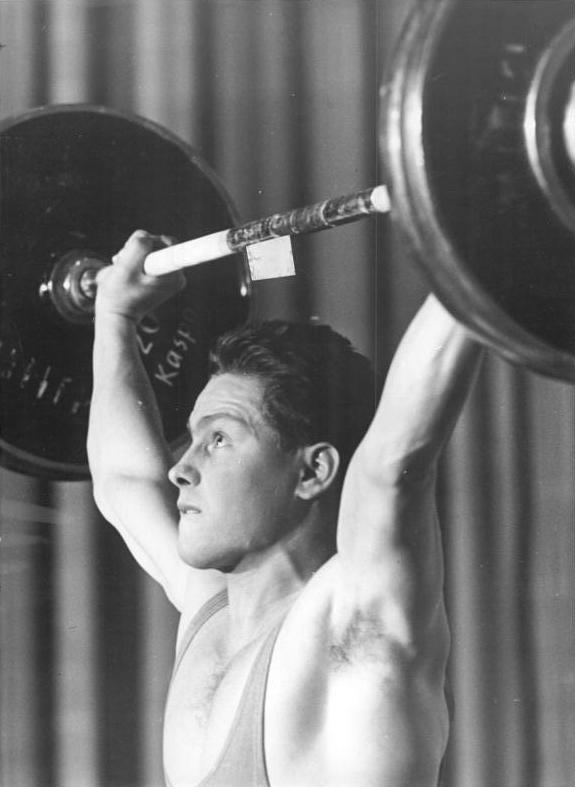
Karl Arnold wird im April 1963 DDR-Meister im Mittelgewicht

Karl Arnold (* 28. Oktober 1940 in Dittelsdorf, Deutsches Reich; † 28. Februar 2012) war ein deutscher (DDR) Gewichtheber.

## Werdegang
Karl Arnold war neben Werner Dittrich und Manfred Rieger der dritte deutsche Gewichtheber aus Zittau, der in den 1960er Jahren von seinem Trainer Heinz Kahl in die Weltspitze geführt wurde. Er startete für die BSG Motor Zittau (später BSG Robur Zittau) und den SC Einheit Dresden. Der gelernte Schmied, der sich zum Sportlehrer weiterbildete, stand 1959 erstmals auf dem Siegespodest einer DDR-Meisterschaft, als er bei den Junioren mit 290 kg im olympischen Dreikampf den dritten Platz im Mittelgewicht belegte. Durch fleißiges Training steigerte er in den nächsten Jahren seine Leistungen sprunghaft und wurde 1962 erstmals DDR-Meister im Mittelgewicht mit 365 kg. Karl Arnold „knackte“ bald die 400-kg-Grenze und überbot 1969 sogar die ominöse 500-kg-Grenze. Den größten Sieg seiner Laufbahn feierte er 1969 beim Baltic Cup in Zinnowitz, wo es ihm im Mittelschwergewicht gelang, den frischgebackenen Olympiasieger von Mexiko-Stadt Kaarlo Kangasniemi aus Finnland zu schlagen. Bei vielen internationalen Meisterschaften erreichte Karl Arnold in den Jahren von 1966 bis 1972 Spitzenplätze. Bei den Olympischen Spielen 1972 in München war er aber eigenartigerweise nicht mehr am Start, obwohl er bei den Europameisterschaften des gleichen Jahres in Constanța einen hervorragenden 4. Platz belegt hatte und dabei mit 525 kg das beste Ergebnis seiner Laufbahn erzielt hatte.

## Internationale Erfolge
(OS = Olympische Spiele, WM = Weltmeisterschaft, EM = Europameisterschaft, Ls = Leichtschwergewicht, Ms = Mittelschwergewicht)
- 1964, 8. Platz, OS in Tokio, Ls, mit 440 (150.0, 135.0, 165.0) kg;
- 1966, 3. Platz, Baltic Cup, Ls, mit 450 kg, hinter Wladimir Beljajew, UdSSR, 455 kg und Norbert Ozimek, Polen, 455 kg;
- 1966, 4. Platz (4. Platz), WM + EM in Berlin, Ls, mit 460 kg, hinter Beljajew, 485 (147.5, 147.5, 190.0) kg, Győző Veres, Ungarn, 485 (157.5, 137.5, 190.0) kg und Hans Zdražila, CSSR, 465 (145.0, 142.5, 177.5) kg;
- 1968, 3. Platz, EM in Leningrad, Ls, mit 465 (155.0, 135.0, 175.0) kg, hinter Boris Selitski, UdSSR, 472,5 (157.5, 140.0, 175.0) kg u Ozimek, 470 (155.0, 140.0, 175.0) kg;
- 1968, 5. Platz, OS in Mexiko-Stadt, Ls, mit 467,5 kg, hinter Selitski, 485 (150.0, 147.5, 187.5) kg, Beljajew, 485 (152.5, 147.5, 185.0) kg, Ozimek, 472,5 (150.0, 140.0, 182.5) kg und Veres, 472,5 (150.0, 140.0, 182.5) kg;
- 1969, 1. Platz, Baltic Cup in Zinnowitz, Ms, mit 507,5 kg, vor Kaarlo Kangasniemi, Finnland, 500 kg und Bo Johansson, Schweden, 485 kg;
- 1970, 4. Platz, EM in Szombathely, Ms, mit 505 kg, hinter Kangasniemi, 530 (177.5, 160.0, 192.5) kg, Wassili Kolotow, UdSSR, 527,5 (170.0, 157.5, 200.0) kg uö. Bo Johansson, 525 (177.5, 157.5, 190.0) kg; vor G. Toth 500 (162.5, 147.5, 190.0)
- 1971, 6. Platz, EM in Sofia, Ms, mit 487,5 kg, Sieger: David Rigert, UdSSR, 537,5 (172.5, 160.0, 205.0) kg, vor Bo Johansson, 537,5 (182.5, 155.0, 200.0) kg; Schopow 512.5 (172.5, 145.0, 195.0)
- 1972, 4. Platz, EM in Constanța, Ms, mit 525 kg, hinter Rigert, 557,5 (185.0, 165.0, 207.5)  kg, Atanas Schopow, Bulgarien, 527,5 (177.5, 147.5, 202.5) kg und Andon Nikolow, Bulgarien, 535 (182.5, 152.5, 190.0) kg

## Medaillen in Einzeldisziplinen
(wurden ab 1969 vergeben)
- WM-Silbermedaille: 1969, Drücken, Ms
- EM-Goldmedaille: 1970, Drücken, Ms,
- EM-Silbermedaillen: 1969, Drücken, Ms - 1972, Drücken, Ms

## DDR-Meisterschaften
Karl Arnold wurde DDR-Meister 1962 und 1963 im Mittelgewicht, 1966, 1967 und 1968 im Leichtschwergewicht und 1970 und 1972 im Mittelschwergewicht. Dazu gewann er von 1969 bis 1972 noch 5 DDR-Meisterschaften in den Einzeldisziplinen.